# Wringin Telu
Wringin Telu is een bestuurslaag in het regentschap Jember van de provincie Oost-Java, Indonesië. Wringin Telu telt 6074 inwoners (volkstelling 2010).